# Köpprocessen
Köpprocessen är den process som en kund går igenom vid ett köp av en vara eller tjänst. Processen är indelad i fem faser som kunden tillämpar före, under och efter sitt inköp.
Första fasen är problemfasen, även kallad behovsupptäckt, då kunden upptäcker ett behov. Informationsfasen är den andra fasen, då kunden söker information om en produkt som tillfredsställer kundens behov. Tredje fasen är värderingsfasen då kunden värderar olika alternativ för att komma fram till vilken produkt som passar bäst. I köpfasen tas beslutet om att köpa produkten. Efter köpet utvärderar köparen hur bra eller dåligt produkten löst problemet.
Företaget kan använda förståelsen av processen för att kunna anpassa försäljningsstrategier.
Både privatpersoner och företag går igenom köpprocessen vid köp av en vara eller tjänst. För att kunna tillämpa processen är det nödvändigt att köpet är av ett visst värde och att kunden faktiskt tar sig tid att bedöma sina alternativ. Vissa köp sker på rutin, då kan konsumenter hoppa över faser eller utföra processen i annan ordning. Vid köp av nytillkomna produkter går konsumenten istället igenom adoptionsprocessen.
David Dunning hävdar dock att köpprocessens fem steg är för övergripande och inte redovisar hur komplext ett köp egentligen är.

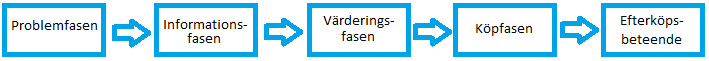
De fem stegen i köpprocessen

## Problemfasen/behovsupptäckt
Problemfasen uppstår när ett behov upplevs av kunden.  Behov kan initieras av intern stimulans (till exempel hunger) eller extern stimulans (exempelvis reklam). Enligt Maslows behovspyramid måste de mest basala behoven uppfyllas först, innan man går vidare till mer komplexa behov. I det här stadiet är det viktigt att företagen är fokuserade på att sälja sin produkt som en lösning på kundens problem, annars finns risken att en kund lägger sitt behov på minnet, men inte utför några direkta handlingar för att lösa det. Om ett företag har fokuserat på en bra marknadsföring och att snabbt nå ut till sina kunder med information om vad man kan erbjuda blir det enklare för kunden att finna sin lösning och större chans för företaget att göra en försäljning.

## Informationsfasen
Informationsfasen är när kunden identifierat ett behov som inte är uppfyllt. Det finns olika faktorer som kan påverka hur en konsument gör sin informationssökning. Det kan bero på sociala, kulturella, personliga och psykologiska faktorer, som ålder och kön hos köparen.
Vid impulsköp och rutinmässiga beslut är informationsinsamlingen mycket liten och ibland även obefintlig. När det handlar om impulsköp är informationsinsamlingen liten, då kunden ofta har mer fokus på begär än behov. I stunden får kunden en stark längtan efter att handla.
Internsökning
En kund kan söka information på två sätt, antingen genom en internsökning eller en externsökning. När kunden letar information om en vara i sitt minne så gör kunden en internsökning för att kunna ta beslut om ett köp. Det kan handla om tidigare erfarenheter med samma eller liknande produkt som kan lösa konsumentens aktuella problem. All information som kunden behöver finns redan lagrad i minnet. Internsökning berör oftast dagligvaror. Konsumenten har ofta konsumerat denna vara eller tjänst flera gånger tidigare och vet vad denne vill ha. Om kunden inte tycker att informationen räcker börjar en externsökning.
Externsökning
Handlar oftast om sällanköpsvaror där risken för att göra fel köp är större. Det kan vara en produkt eller tjänst som man köper mer sällan, exempelvis bil eller hus. Det är här som informationsfasen får stor betydelse. Hur mycket information en kund söker beror på hur stor risk köpet innebär och vilka negativa konsekvenser som köpet kan ge. Mängden informationssökning beror även på konsumentens köpengagemang och köpbeteende. Ofta tar konsumenten in information från flera olika källor.
Dessa är:
- Personliga källor som familj och bekanta. Denna källa är den som konsumenten enklast tar ett snabbare och säkrare beslut från. En familjemedlem eller bekant är någon konsumenten känner tillit och förtroende för. Denna kan legitimera och dela sina tidigare erfarenheter om problemet eller behovet och detta väger tungt när konsumenten ska ta sitt beslut.[1]

- Kommersiella källor som reklam, försäljare och återförsäljare är också viktiga källor för information. Detta är den källa som ger konsumenten mycket information på kort tid.[1]

- Offentliga källor har inget kommersiellt syfte, så kunden uppfattar dessa källor som väldigt pålitliga. Offentliga källor kan vara rapporter från myndigheter, konsumentbetygsorganisationer, internet och tidskrifter.[1]

- Erfarenhetsmässiga källor eller referensgrupper är källor där personer som tillfrågats tidigare har använt liknande eller samma produkt eller tjänst. De kan då uttala sig om produkten eller tjänsten uppfyllde deras förväntan.[1]

När en kund känner att ett köp innebär en stor risk inhämtas oftast mer information. För att reducera sin risk blir personen då mer engagerad i informationssökningen. Det finns flera olika sorters risker en kund kan uppleva med ett köp:
- Finansiell risk: Kunden värderar om varan eller tjänsten är värt det pris som är satt.[4]
- Social risk: När en kund tar hjälp av familj och bekanta finns en risk att produkten sedan inte lever upp till de krav som de har utlovat.[4]
- Funktionell risk: Det finns en risk att uppfattningen om hur en vara eller tjänst ska vara inte överensstämmer med dennes förväntningar.[4]
- Fysisk risk: Då det finns risk att kunden kan utsättas för fysisk skada, att varan eller tjänsten kan vara en fara för kundens liv.
- Psykologisk risk: När en vara eller tjänst kan skada en kunds psykiska välbefinnande.[4]

## Värderingsfasen
Värderingsfasen utgör det steg i köpprocessen där kunden använder information för att utvärdera och jämföra olika varumärken gällande den specifika produkt kunden söker.
Olika individer har olika värderingar och krav. Vissa värderar de objektiva egenskaperna mer än de subjektiva medan andra gör tvärtom. De objektiva egenskaperna omfattar exempelvis färg, kvalitet och pris. Är kunden mer intresserad av produktens varumärke och status fokuserar denne på de subjektiva egenskaperna. Huvudsakligen handlar denna fas om att jämföra och utvärdera de alternativ som finns utifrån det behov kunden vill tillfredsställa samt hur mycket denne är villig att betala. 
En del konsumenter är noga med sina utvärderingar och använder ett logiskt tänkande under hela processen. Andra kan vara mer impulsiva och köpa en produkt efter magkänsla och utan vidare utvärdering. En del klarar sig på egen hand medan andra behöver lite hjälp på traven. Till deras hjälp för köpråd finns säljare, recensioner på internet och exempelvis vänners synpunkter.

## Köpfasen
Det fjärde och näst sista steget är köpfasen, där det faktiska köpet genomförs. Generellt kommer kunden att välja den produkt som hamnat högst upp i värderingslistan.  Men det finns åtminstone två faktorer som kan påverka kunden i köpfasen. Den första faktorn är andras attityd, till exempel om någon närstående inte anser att man ska välja den beslutade produkten så finns det en risk att kunden ändrar sin åsikt. Den andra faktorn är oväntade händelser,  till exempel om en av de säljare som har produkten sänker sitt pris. 

## Utvärdering/efterköpsbeteende
Efter köpet utvärderar köparen hur bra eller dåligt produkten eller tjänsten har löst problemet. I detta sista steg kommer kunden att jämföra produkten med de förväntningar han eller hon har. Det resulterar i att kunden kommer att vara antingen nöjd eller missnöjd. Om kunden är nöjd resulterar det i varumärkeslojalitet. Även om kunden överlag är nöjd med köpet kan kunden ändå vara besviken över fördelarna denne missade på en konkurrerande produkt, vilket kallas kognitiv dissonans.